# 黎文熹
黎文熹（Samuel Lai，1950年—），香港出生，前任九廣鐵路公司署理行政總裁，已婚並育有一子一女，於九鐵員工不滿主席風波中辭去職位，現居英國。

## 早年
1970年代，他負笈美國紐約留學，於1973年獲得紐約哥倫比亞大學理學士學位，及於1977年獲得紐約大學工商管理碩士學位。後來取得加拿大註冊會計師資格。
1970年代末，他曾在紐約任職聯合國兒童基金會擔任採購工作。1980年代初期任職於香港的 ITT Asia Pacific Inc. 及 Neptunia Corporation Limited。
1983年加入九廣鐵路公司財務組，並成為九廣鐵路公司化後首批在外聘用的員工。
1991年，他晉身九鐵高級管理人員，成為財務總監，並於1990年代中期擔任東鐵總監，2000年起財務及管理高級總監。此外他亦於1994年起出任多個非牟利組織的諮詢成員：1994年起出任香港管理專業協會會員資格審查委員會委員、1993年至1997年間任職業訓練局會計訓練委員會成員、1994年至1999年間任香港廉政公署防止貪污諮詢委員會成員、1999年至2001年出任博愛醫院總理。

## 出任九鐵署理行政總裁

### 2003年3月31日
政府批准委任黎文熹10月24日起出任署理行政總裁，接替當時行將退休的行政總裁楊啟彥。根據當時官方解釋，由於兩鐵（九鐵與地鐵）研究合併，故董事局決定職位為臨時性質。

### 2006年1月18日
香港立法會鐵路事宜小組召開會議，討論當時發生的九廣東鐵列車組件出現裂紋的問題。強調問責的主席田北辰與維護員工的黎文熹產生摩擦。

### 2006年3月10日早上
黎文熹以署理行政總裁名義去信九鐵管理局，提及九鐵內部管治問題，例如九鐵架構和執行部門的角色問題。信中沒有直指田北辰有錯，只表示不滿九鐵「管治」與「管理」不分，權責不清，令其無法執行職務。同時，多名總監級的管理層約見工會代表，講述去信的理由。同日下午，黎文熹與多名總監會見19名總經理，總經理聯署向管理局成員發信，表示支持黎文熹。隨後，各總經理分別向下屬傳遞聯署信，全體約5500名員工中，有3000人簽名支持。員工認為田北辰倡導的「增加公司透明度」政策，對員工造成工作壓力。

### 2006年3月12日下午
田北辰宣佈辭職，生效日期交由行政長官曾蔭權決定(其後獲挽留直至2007年12月1日兩鐵合併前一天才離職)

### 2006年3月16日
黎文熹辭職獲管理局接納。

## 事後出書
於2007年12月，即事隔超過一年半，兩鐵剛正式合併後不久，黎文熹為其親自撰寫，並講述當年九廣鐵路「兵變」事件過程的新書《九天風雲》舉行發佈會。會中他表示是以平實的態度去寫，而非為發洩不滿。他亦表示之所以在兩鐵合併後才出書，是因為免影響到合併前的地鐵和九鐵員工。

## 外部連結
- 成報（2004年10月27日）
- 九鐵颳倒田北辰風（2006年3月11日，明報）
- 九鐵25高層逼宮 田北辰不辭職（页面存档备份，存于）（2006年3月12日，明報）
- 黎文熹：寫書只為交代真相（页面存档备份，存于）（2007年12月10日，明報）
- 快樂書房：九天風雲